# Okręg wyborczy Birmingham West
Okręg wyborczy Birmingham West powstał w 1885 r. i wysyłał do brytyjskiej Izby Gmin jednego deputowanego. Okręg obejmował zachodnią część miasta Birmingham. Został zlikwidowany w 1950 r.

## Deputowani do brytyjskiej Izby Gmin z okręgu Birmingham West
- 1885–1914: Joseph Chamberlain, Partia Liberalna, od 1886 Partia Liberalno-Unionistyczna, od 1912 Partia Konserwatywna
- 1914–1937: Austen Chamberlain, Partia Konserwatywna
- 1937–1945: Walter Frank Higgs, Partia Konserwatywna
- 1945–1950: Charles James Simmons, Partia Pracy